# NGC 2888
NGC 2888 je galaksija u zviježđu Kompasu.

## Vanjske poveznice
- SEDS: NGC 2888